# Rahvin
Rahvin is een van de dertien verzakers, of zoals zij zich noemen; uitverkorenen, uit de boekencyclus Het Rad des Tijds van Robert Jordan.
Het enige wat van Rahvin bekend is, is dat hij in de Eeuw der Legenden Ared Mossinel heette. Nadat de Duistere uitbrak, dook Mossinel ineens als een van de hoogste raadgevers van de Duistere op. De motivatie van Mossinel om naar de Duistere over te lopen was gebaseerd op macht. Mossinel was daarnaast een persoon die bedreven was in de politiek en de diplomatie. Hij boog weerstand van wil en geest makkelijk om door omzichtig gebruik te maken van wilsdwang.
Toen Rhavin eenmaal uit de Bres was gebroken, nam hij de naam Gaebril aan en verleidde hij Koningin Morgase van Andor door middel van wilsdwang. Morgase werd een verliefd schoothondje van Rahvin, waardoor hij over Andor regeerde. Tijdens een tweegevecht in Caemlin, werd Rahvin gedood door lotsvuur dat door Rhand Altor werd gebruikt.